# Bence Krakovszki
Bence Krakovszki (* 9. Juli 2002 in Győr) ist ein ungarischer Handballspieler.

## Karriere

### Im Verein
Bence Krakovszki wechselte 2017 gemeinsam mit seinem Zwillingsbruder an die Nationale Handballakademie (NEKA) in Ungarn. 2019 gab er dort sein Debüt mit der 1. Mannschaft in der ersten ungarischen Liga. Seit Sommer 2023 steht er im Kader des ungarischen Vereins Tatabánya KC.

### In Auswahlmannschaften
Mit der Junioren-Nationalmannschaft belegte er den 5. Platz bei der U20-Europameisterschaft 2022. Bei der U21-Weltmeisterschaft 2023 gewannen sie die Silbermedaille, nachdem sie im Finale gegen den Gastgeber Deutschland verloren.
In der ungarischen A-Nationalmannschaft debütierte er am 9. März 2023 gegen die Schweiz. Er stand im Kader für die Europameisterschaft 2024, wo er mit Ungarn den 5. Platz belegte. Im Turnierverlauf stand er jedoch nur einmal im Aufgebot. Bei der Weltmeisterschaft 2025 warf er vier Tore in fünf Spielen und belegte mit dem Team den 8. Platz.

## Privates
Sein Zwillingsbruder Zsolt Krakovszki ist ebenfalls Handballnationalspieler.